# Janice Karman
Janice Felice Karman (sinh ngày 21 tháng 5 năm 1954) là một nhà sản xuất phim, nhà sản xuất thu âm, ca sĩ và diễn viên lồng tiếng người Mỹ. Bà là đồng sở hữu Bagdasarian Productions cùng chồng mình là Ross Bagdasarian, Jr.
Karman sinh ở Los Angeles, California. Cha bà là nhà tâm lý học Harvey Leroy Karman (tên khai sinh Harvey Walters). Mẹ bà, Felice, cũng là một nhà tâm lý học. Karman vào vai Bunny trong bộ phim Switchblade Sisters năm 1975 (tên khác: The Jezebels).
Trọng tâm của Bagdasarian Productions là sản xuất các album nhạc, phim hoạt hình, và các sản phẩm khác dựa trên nhân vật của Alvin and the Chipmunks, được sáng tạo bởi cha của Bagdasarian là Ross Bagdasarian, Sr. Bên cạnh việc hỗ trợ sản xuất các bản thu âm và phim hoạt hình, Karman còn tham gia lồng tiếng cho nhân vật Theodore và thành viên của nhóm nhạc nữ ăn theo The Chipettes: Brittany, Jeanette, và Eleanor.
Trong Little Alvin and the Mini-Munks, Janice còn vào vai Lalu. Ban đầu bà là người lồng tiếng cho nhân vật Theodore trong bộ phim chuyển thể năm 2007, nhưng vì lý do quảng bá Theodore được lồng tiếng lại bởi diễn viên, ca sĩ Jesse McCartney. Tuy vậy, Karman vẫn thể hiện những phần hát của Theodore trong bộ phim.
Karman và chồng có hai người con, cô con gái lớn Vanessa (sinh năm 1986) và con trai Michael (sinh ngày 18 tháng 1 năm 1990).